# حلیمه نکایی
حلیمه نکایی (انگلیسی: Halimah Nakaayi؛ زادهٔ ۱۶ اکتبر ۱۹۹۴) دونده دو نیمه‌استقامت زن اهل اوگاندا است.
وی در مسابقات بین‌المللی در مجموع برندهٔ ۱ مدال طلا و ۲ مدال برنز شده‌است.